# Tipula lithophila
Tipula lithophila är en tvåvingeart som beskrevs av Evgenyi Nikolayevich Savchenko 1968. Tipula lithophila ingår i släktet Tipula och familjen storharkrankar.
Artens utbredningsområde är Azerbajdzjan. Inga underarter finns listade i Catalogue of Life.